# Рыбалко, Владимир Иванович
Владимир Иванович Рыбалко (1919 — неизвестно) — советский хоккеист, защитник, тренер.

## Биография
Выступал в составе ленинградского ОДО в сезоне 1950/51 чемпионата СССР.
Работал тренером в СКА, в футбольной детской сборной Ленинграда, стоял у истоков школы «Смена».